# Grande Prémio de Portugal de 1984
Resultados do Grande Prémio de Portugal de Fórmula 1 realizado no Autódromo do Estoril em 21 de outubro de 1984. Décima sexta etapa do campeonato, foi vencido pelo francês Alain Prost, que subiu ao pódio junto a Niki Lauda numa dobradinha da McLaren-TAG/Porsche. Com este resultado o austríaco sagrou-se tricampeão mundial num pódio onde Ayrton Senna foi o terceiro pela Toleman-Hart.

## Resumo
● Última corrida e pódio de Ayrton Senna pela Toleman. O brasileiro transferiu-se para a Lotus no ano seguinte e além de ser o terceiro e último pódio da própria equipa.
● Terceiro e antepenúltimo pódio do motor Hart.
● Foi a menor diferença entre dois pilotos na pontuação final da Formula 1. A diferença entre Niki Lauda e Alain Prost foi de apenas meio ponto, com vantagem para austríaco.
● Último título de Niki Lauda, sendo o terceiro e último título de um piloto austríaco na categoria até a atualidade.
● Última corrida de Nigel Mansell pela Lotus. Após os problemas com Peter Warr, assinou para correr pela Williams em 1985.
● Nona e última pole-position de Nelson Piquet na temporada e penúltima pole-position do brasileiro na Brabham.

## Classificação

### Treinos oficiais
| Pos.    | Nº | Piloto             | Construtor          | Q1       | Q2       | Diferença |
| ------- | -- | ------------------ | ------------------- | -------- | -------- | --------- |
| 1       | 1  | Nelson Piquet      | Brabham-BMW         | 1:30.889 | 1:21.703 | —         |
| 2       | 7  | Alain Prost        | McLaren-TAG/Porsche | 1:28.276 | 1:21.774 | + 0.071   |
| 3       | 19 | Ayrton Senna       | Toleman-Hart        | 1:30.077 | 1:21.936 | + 0.233   |
| 4       | 6  | Keke Rosberg       | Williams-Honda      | 1:32.269 | 1:22.049 | + 0.346   |
| 5       | 11 | Elio de Angelis    | Lotus-Renault       | 1:28.428 | 1:22.291 | + 0.588   |
| 6       | 12 | Nigel Mansell      | Lotus-Renault       | 1:32.986 | 1:22.319 | + 0.616   |
| 7       | 15 | Patrick Tambay     | Renault             | 1:29.409 | 1:22.583 | + 0.880   |
| 8       | 27 | Michele Alboreto   | Ferrari             | 1:31.192 | 1:22.686 | + 0.983   |
| 9       | 16 | Derek Warwick      | Renault             | 1:35.913 | 1:22.801 | + 1.098   |
| 10      | 20 | Stefan Johansson   | Toleman-Hart        | 1:28.991 | 1:22.942 | + 1.239   |
| 11      | 8  | Niki Lauda         | McLaren-TAG/Porsche | 1:28.837 | 1:23.183 | + 1.480   |
| 12      | 22 | Riccardo Patrese   | Alfa Romeo          | 1:37.154 | 1:24.048 | + 2.345   |
| 13      | 33 | Philippe Streiff   | Renault             | 1:37.280 | 1:24.089 | + 2.386   |
| 14      | 23 | Eddie Cheever      | Alfa Romeo          | 1:34.809 | 1:24.235 | + 2.532   |
| 15      | 5  | Jacques Laffite    | Williams-Honda      | 1:39.696 | 1:24.437 | + 2.734   |
| 16      | 17 | Marc Surer         | Arrows-BMW          | 1:34.003 | 1:24.688 | + 2.985   |
| 17      | 28 | René Arnoux        | Ferrari             | 1:36.634 | 1:24.848 | + 3.145   |
| 18      | 18 | Thierry Boutsen    | Arrows-BMW          | 1:32.530 | 1:25.115 | + 3.412   |
| 19      | 2  | Manfred Winkelhock | Brabham-BMW         | s/ tempo | 1:25.289 | + 3.586   |
| 20      | 26 | Andrea de Cesaris  | Ligier-Renault      | 1:33.398 | 1:26.082 | + 4.379   |
| 21      | 25 | François Hesnault  | Ligier-Renault      | 1:34.233 | 1:26.701 | + 4.998   |
| 22      | 24 | Piercarlo Ghinzani | Osella-Alfa Romeo   | 1:31.336 | 1:26.840 | + 5.137   |
| 23      | 14 | Gerhard Berger     | ATS-BMW             | 1:44.966 | 1:28.106 | + 6.403   |
| 24      | 30 | Jo Gartner         | Osella-Alfa Romeo   | 1:33.540 | 1:28.229 | + 6.526   |
| 25      | 21 | Mauro Baldi        | Spirit-Hart         | 1:36.483 | 1:29.001 | + 7.298   |
| 26      | 10 | Jonathan Palmer    | RAM-Hart            | 1:40.344 | 1:29.397 | + 7.694   |
| 27      | 9  | Philippe Alliot    | RAM-Hart            | 1:34.839 | 1:30.406 | + 8.703   |
| Fontes: |    |                    |                     |          |          |           |

### Corrida
| Pos.    | N.º | Piloto             | Construtor          | Voltas | Tempo/Diferença | Grid | Pontos |
| ------- | --- | ------------------ | ------------------- | ------ | --------------- | ---- | ------ |
| 1       | 7   | Alain Prost        | McLaren-TAG/Porsche | 70     | 1:41:11.753     | 2    | 9      |
| 2       | 8   | Niki Lauda         | McLaren-TAG/Porsche | 70     | + 13.425        | 11   | 6      |
| 3       | 19  | Ayrton Senna       | Toleman-Hart        | 70     | + 20.042        | 3    | 4      |
| 4       | 27  | Michele Alboreto   | Ferrari             | 70     | + 20.317        | 8    | 3      |
| 5       | 11  | Elio de Angelis    | Lotus-Renault       | 70     | + 1:32.169      | 5    | 2      |
| 6       | 1   | Nelson Piquet      | Brabham-BMW         | 69     | + 1 volta       | 1    | 1      |
| 7       | 15  | Patrick Tambay     | Renault             | 69     | + 1 volta       | 7    |        |
| 8       | 22  | Riccardo Patrese   | Alfa Romeo          | 69     | + 1 volta       | 12   |        |
| 9       | 28  | René Arnoux        | Ferrari             | 69     | + 1 volta       | 17   |        |
| 10      | 2   | Manfred Winkelhock | Brabham-BMW         | 69     | + 1 volta       | 19   |        |
| 11      | 20  | Stefan Johansson   | Toleman-Hart        | 69     | + 1 volta       | 10   |        |
| 12      | 26  | Andrea de Cesaris  | Ligier-Renault      | 69     | + 1 volta       | 20   |        |
| 13      | 14  | Gerhard Berger     | ATS-BMW             | 68     | + 2 voltas      | 23   |        |
| 14      | 5   | Jacques Laffite    | Williams-Honda      | 67     | + 3 voltas      | 15   |        |
| 15      | 21  | Mauro Baldi        | Spirit-Hart         | 66     | + 4 voltas      | 25   |        |
| 16      | 30  | Jo Gartner         | Osella-Alfa Romeo   | 65     | Pane seca       | 24   |        |
| 17      | 23  | Eddie Cheever      | Alfa Romeo          | 64     | + 6 voltas      | 14   |        |
| Ret     | 24  | Piercarlo Ghinzani | Osella-Alfa Romeo   | 60     | Motor           | 22   |        |
| Ret     | 12  | Nigel Mansell      | Lotus-Renault       | 52     | Freios          | 6    |        |
| Ret     | 16  | Derek Warwick      | Renault             | 51     | Câmbio          | 9    |        |
| Ret     | 33  | Philippe Streiff   | Renault             | 48     | Transmissão     | 13   |        |
| Ret     | 6   | Keke Rosberg       | Williams-Honda      | 39     | Motor           | 4    |        |
| Ret     | 25  | Francois Hesnault  | Ligier-Renault      | 31     | Pane elétrica   | 21   |        |
| Ret     | 18  | Thierry Boutsen    | Arrows-BMW          | 24     | Transmissão     | 18   |        |
| Ret     | 10  | Jonathan Palmer    | RAM-Hart            | 19     | Câmbio          | 26   |        |
| Ret     | 17  | Marc Surer         | Arrows-BMW          | 8      | Pane elétrica   | 16   |        |
| Ret     | 9   | Philippe Alliot    | RAM-Hart            | 2      | Motor           | 27   |        |
| Fontes: |     |                    |                     |        |                 |      |        |

## Tabela do campeonato após a corrida
| Pos.    | Piloto           | Pontos |
| ------- | ---------------- | ------ |
| 1       | Niki Lauda       | 72     |
| 2       | Alain Prost      | 71,5   |
| 3       | Elio de Angelis  | 34     |
| 4       | Michele Alboreto | 30,5   |
| 5       | Nelson Piquet    | 29     |
| Fontes: |                  |        |

| Pos.    | Construtor          | Pontos |
| ------- | ------------------- | ------ |
| 1       | McLaren-TAG/Porsche | 143,5  |
| 2       | Ferrari             | 57,5   |
| 3       | Lotus-Renault       | 47     |
| 4       | Brabham-BMW         | 38     |
| 5       | Renault             | 34     |
| Fontes: |                     |        |

- Nota: Estão somente listadas as primeiras cinco posições e os campeões da temporada surgem grafados a negrito. Entre 1981 e 1990, cada piloto podia computar onze resultados válidos por temporada não havendo descartes no mundial de construtores.